# Палац генерал-губернатора у Києві
Пала́ц Генера́л-губерна́тора у Ки́єві — за часів Російської імперії офіційна резиденція Генерал-губернаторів Київських, Волинських та Подільських. Зведений приблизно у XVIII ст., знищений вибухом у червні 1920 року. Знаходився на Липках, на розі вулиць Інститутської та Левашовської (тепер Шовковична) між сучасними будинками № 18-20/8. У часи Визвольних змагань тут розташовувалися різні державні органи Української Народної Республіки, також цей будинок служив особистою резиденцією спочатку Гетьмана Павла Скоропадського, а потім — Симона Петлюри. Вважається однією з найзначніших втрат Києва у дорадянські часи.

## Історія
На думку відомого київського історика та мистецтвознавця Федора Ернста, будівля майбутнього Палацу генерал-губернатора існувала ще у XVIII ст., а пізніше була перебудована. До 1817 року вона належала генерал-майору Дмитру Бегічеву, а пізніше власником будівлі став полковник артилерії Андрій Захарович Іванов, який здавав цей двоповерховий будинок у найм (зокрема, у 1821—1825 рр. тут мешкав Микола Раєвський). У листопаді 1833 року Іванов продав будинок до казни за 100 тис. рублів, і тут оселився генерал-губернатор Василь Левашов. З того часу в Палаці мешкали по черзі усі генерал-губернатори Київські, Волинські й Подільські аж до останнього перед революцією — Федора Трепова. Під час деяких візитів до Києва у Палаці зупинялися імператори Микола I та Олександр II (у 1852, 1859 та 1869 рр.). У 1863 році у будинку влаштовують домову церкву св. Миколая; зі сходу до споруди добудовується тригранна апсида з хрестом.
У 1914 році посаду генерал-губернатора було скасовано, а у 1915 році у Палаці було розміщено резиденцію київського губернатора. Під час правління Центральної Ради, до 29 квітня 1918 року, тут знаходився Генеральний Секретаріат Української Народної Республіки (за іншими даними — Міністерство внутрішніх справ УНР). Після того, близько восьми місяців у будинку знаходилася особиста резиденція Гетьмана Павла Скоропадського. Згодом, після повалення Гетьманату (14 грудня 1918 року) — резиденція Голови Директорії УНР Симона Петлюри, ще пізніше — більшовицьке ЧК.
Палац був висаджений у повітря на початку червня 1920 року польським військом (протягом свого перебування у Києві поляки влаштували у будинку склад боєприпасів), що відступало з Києва після п'ятитижневої облоги. Руїни вже не підлягали відбудові, на їх місці у 1925 році було влаштовано сквер, а після 1934 року по периметру саду збудовано житлові будинки для радянської еліти.

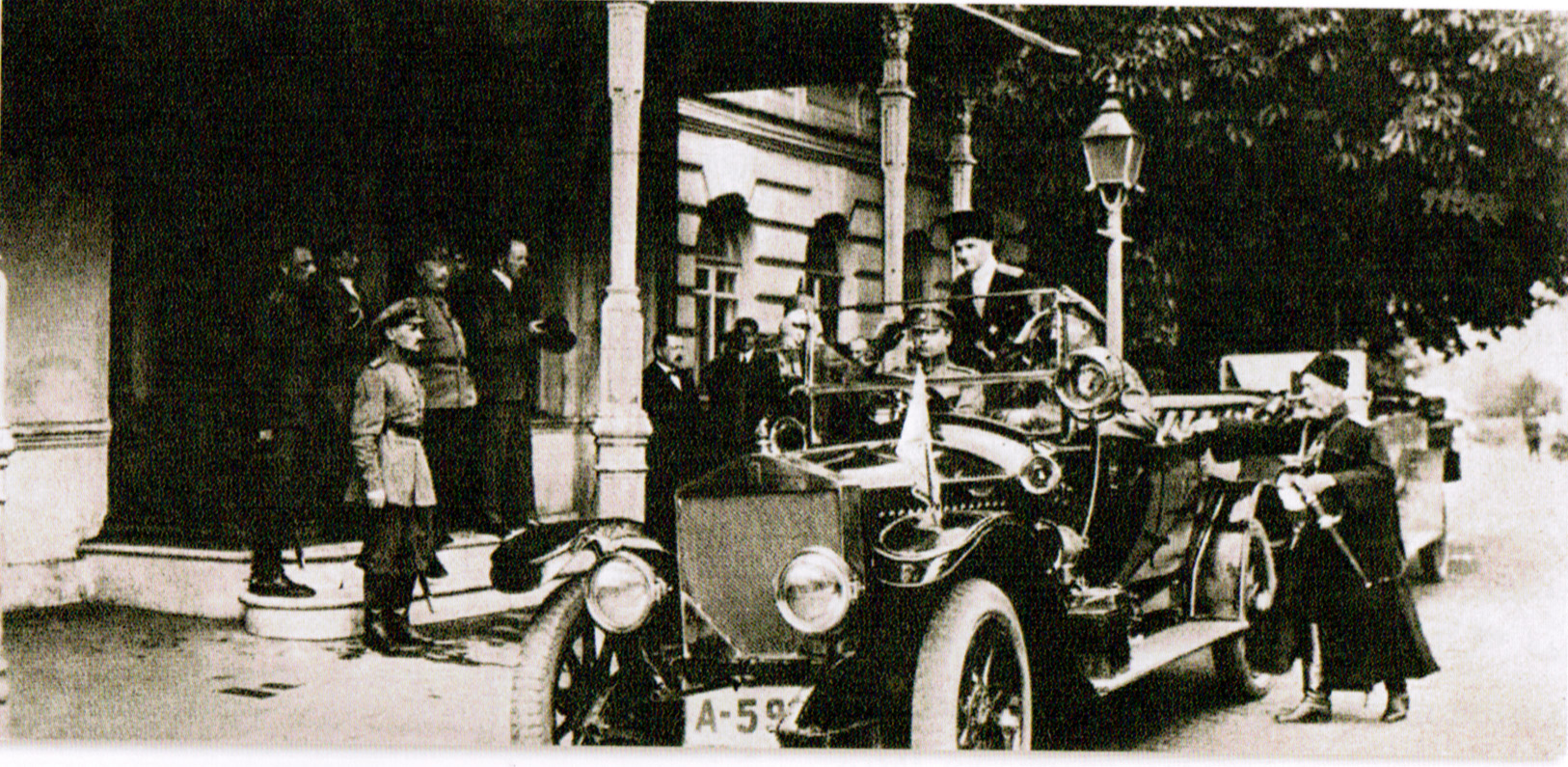
Гетьман Скоропадський перед своєю резиденцією на Інститутській вулиці
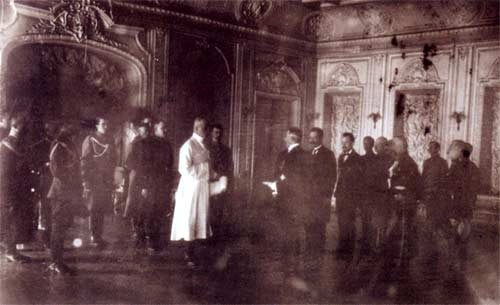
Гетьман Павло Скоропадський у головному залі Гетьманського палацу на зустрічі з іноземними послами

## Опис
Креслення Володимира Ніколаєва 1879 року дає уявлення про фасад генерал-губернаторського палацу: довжина його становила 35 метрів, праворуч долучалася тривіконна прибудова з чавунним ґанком на колонках — бічний вхід, а далі — чотиривіконна прибудова домової церкви св. Миколая. Загальна довжина споруди по вул. Інститутській дорівнювала 55 м. Значну частину будівлі займала зала для офіційних прийомів (за Трепова її було облаштовано білими з позолотою меблями, а підлогу вкрито біло-рожевим килимом). Кабінет генерал-губернатора та помешкання його родини містилися на другому поверсі.
Уся садиба складалася з трьох частин, і більшу площу займав старий сад, який частково зберігся до нашого часу. На розі був кухонний флігель, з'єднаний з Палацом кам'яною галереєю, холодні служби (сараї для дров та льодовня). Окремо, воротами на Інститутську, розташовувався господарський двір з великою стайнею, каретнею, сараями, оранжереєю та кучерською. У грудні 1911 року було добудовано «кам'яний сарай для автомобіля». Обабіч чавунного ґанку стояли дерев'яні смугасті будки для варти.